# علی ناصر
علی ناصر (به عربی: علي الناصر) (۱۸۹۰ - ۱۹۷۰) پزشک و شاعر سوری بود که به داستان‌نویسی نیز روی آورد. در بیماری‌های پوستی تخصص داشت و به ادبیات گرایید. در کیلینیک خود به علتی نامعلوم کشته شد. از دیوان‌های شعری او «الظمأ»، «قصة قلب»، «اثنان فی واحد». عباس العقاد برای گرایش به بودلر، او را «بودلرِ شعر عربی» لقب داد.